# Луна Лавґуд
Луна «Лунатичка» Лавґуд (англ. Luna «Loony» Lovegood) — персонаж серії романів про Гаррі Поттера англійської письменниці Джоан Роулінг.
Вперше вона з'являється у романі «Гаррі Поттер та Орден фенікса». Луна належить до гуртожитку Рейвенклов, на один курс молодша від Гаррі Поттера (разом з нею на одному курсі вчиться Джіні Візлі). Батько Луни Лавґуд — редактор журналу «Базікало».
Роль Луни Лавґуд в екранізаціях книг зіграла Еванна Лінч.

## Загальні відомості
- Ім'я: Луна Лавґуд
- Дата народження: 13 лютого 1981 року [Архівовано 27 червня 2017 у Wayback Machine.]
- Батьки: батько Ксенофілій Лавґуд, мати померла, коли дівчинці було дев'ять років
- Чоловік: Рольф Скамандер
- Діти: близнята Лоркан і Лісандр
- Тілобудова: невисока та худа
- Особливі прикмети:довге до пояса брудне біляве волосся, великі сині очі, інколи носить сережки у формі редисок, намисто з корків від маслопива і спектроокуляри
- Надзвичайні можливості: чарівниця, може бачити тестралів, бо бачила смерть своєї матері
- Освіта: Навчається в Гоґвортсі (1992⁣ — ⁣1999);
- Гуртожиток: Рейвенклов;
- Найкращі друзі: Гаррі Поттер, Рон Візлі, Герміона Ґрейнджер, Джінні Візлі, Невіл Лонґботтом

## Джоан К. Ролінґ про Луну Лавґуд

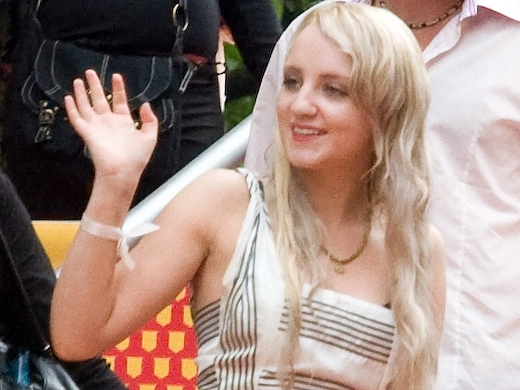
Еванна Лінч що зіграла роль Луни Лавґуд

За словами Джоан К. Ролінґ, Луна — це свого роду антипод Герміони, оскільки світогляд Герміони повністю покладається на логіку та раціональність, а для Луни головне — віра. Герміона вважає Луну легковажною, а та своєю чергою думає, що Герміона просто обмежена. З часом Герміона прийняла Луну такою, яка вона є і перестала критикувати її дивакуваті принципи. Перша згадка у «Келиху Вогню»
Амос Діґорі. :

«…Лавґуди там вже тиждень…»

## Біографія
Гаррі Поттер уперше зустрічає Луну Лавґуд в поїзді «Гоґвортс-Експрес». Разом з Джіні та Невілом він шукає купе, але скрізь багато людей та всі місця зайняті. Єдине вільне купе — те, в якому сидить Луна.
Зовнішність Луни зображена так:

«Дівчина біля вікна підвела голову. Вона мала розпатлане й брудне біляве волосся до пояса, ледь помітні брови й вирячені очі, що надавали їй навіки здивованого вигляду. Вона заклала свою чарівну паличку за ліве вухо, мала на собі намисто з корків від маслопива, читала журнал догори ногами.»

Перша думка Гаррі про неї: «Виразно відчувалося, що в цієї дівчини не всі вдома.».
Учні Гоґвортсу вважають Луну трохи божевільною й уникають її. Схоже, що, за винятком Гаррі Поттера та його компанії у неї нема друзів. Як це часто буває у школах, Луна через свій дивний характер, зовнішність та погляди стає жертвою знущань з боку однокласників. Її називають «Лунатичкою Лавґуд», крадуть її речі, сміються над зовнішністю. Попри це, Луна не ображається на них, навіть навпаки — з наївною добротою пробачає своїм кривдникам. У кінці книги «Гаррі Поттер та Орден Фенікса», Гаррі Поттер, побачивши, що Луна вивішує на дошці оголошень список вкрадених в неї речей, які вона просить повернути, пропонує їй свою допомогу. Луна відмовляється і безтурботно каже, що в цьому немає сенсу, бо речі їй завжди повертають.
Луна одягається дуже екстравагантно. Вона носить намисто з корків від маслопива, сережки-редиски, з'являється в поїзді «Гоґвортс-Експрес» в спектрокулярах, а на матч із квідичу вона надягає капелюх з головою лева, яка гарчить та показує зуби. Її своєрідний зовнішній вигляд створює привід для відвертих знущань із боку оточення, але, схоже, Луну це абсолютно не хвилює.
Луна одягається як їй подобається, та зовсім не хоче шокувати чи здивувати інших людей своїм зовнішнім виглядом. Коли Гаррі Поттер запрошує Луну на вечірку до професора Слизорога, вона, на його радість, не надягає спектрокуляри чи сережки-редиски. На ній срібна мантія з блискітками (яка викликає дружний регіт інших дівчат), і про себе Гаррі відмічає, що вона виглядає досить мило.
При усій своїй ексцентричності й прихильності до дивних переконань, Луна досить розумна і здібна чарівниця. Вона успішно займається на заняттях Дамблдорової Армії, бере участь в сутичці зі Смертежерами в Міністерстві магії. Також не варто забувати, що вона вчиться на факультеті Рейвенклов, куди потрапляють лише розумні учні.
У п'ятій книзі Луна приєднується до Дамблдорової Армії.
Луна з'явилася серед тих небагатьох членів Дамблдорової Армії, що намагалися захистити Гоґвортс від Смертежерів в кінці шостої книги. Після битви вона приходить разом з Невілом Лонґботомом на похорони Албуса Дамблдора. Гаррі Поттер висловлює думку, що Луна і Невіл, напевно, відчували себе самотньо і тому час від часу перевіряли свої монети, аби взнати, чи не відбудуться збори. Вони відгукнулися на заклик допомогти обороні Гоґвортсу від можливого вторгнення Смертежерів.
Луна була присутня на весіллі Біла і Флер і єдина впізнала там Гаррі під зміненою зовнішністю. У школі разом з Джіні й Невілом докучала режиму Керроу і Снейпа. Через статті її батька на підтримку Гаррі Поттера, Луну викрадають прямо з поїзда Смертежери, після чого тримають у будинку Мелфоїв, аби чинити тиск на її батька. Звідти її рятує домовик Добі. До початку літа разом з іншими врятованими (Діном Томасом і м-ром Олівандером) живе у Біла і Флер в котеджі «Мушля».
Проводить Гаррі у вітальню Рейвенклов, де приголомшує Алекту Керроу. Бере участь у битві за Гоґвортс. Разом з Шеймусом і Ерні рятує Гаррі, Рона і Герміону від дементорів. У Великому залі разом з Джіні та Герміоною б'ється проти Белатриси Лестранж. У кінці відвертає увагу всіх, аби Гаррі зміг непомітно піти під мантією-невидимкою.

## Подальше життя
Луна стала знаменитою натуралісткою — дослідницею чарівних істот, вона відкрила і класифікувала безліч нових видів тварин.
Пізніше вона одружилась з Рольфом Скамандером, натуралістом як і вона сама. Джоан Ролінґ через неї таким чином зв'язала дві історії: історію Фантастичних Звірів та історію Гаррі Поттера.